# Alfa Romeo RM
L’Alfa Romeo RM était une voiture fabriquée par le constructeur italien Alfa Romeo entre 1923 et 1925 et reprenant certains éléments de l'Alfa Romeo RL.
La voiture a été présentée la première fois en 1923 lors du Salon de l'Automobile de Paris. La production, qui n'a débuté qu'en début d'année 1924, s'est établie à environ 500 exemplaires.
L'Alfa Romeo RM était équipée d'un moteur 2,0 litres 4 cylindres d'une puissance de 40 ch ou 48 ch, selon la version. Ce moteur était une version tronquée du 6 cylindres qui équipait l'Alfa Romeo RL. Comme la plupart des Alfa Roméo, la voiture a aussi été utilisée en course.
Trois versions ont été fabriquées : "Normale", "Sport" et "Unificato". En 1924, la version "Sport" a été lancée. Elle avait un moteur dont la cylindrée était portée à 1 996 cm3 et un taux de compression plus élevé.
En 1925, Alfa Romeo a décidé de standardiser la fabrication du modèle RM. L'empattement a été augmenté de 33 cm et la puissance maximale du moteur a été portée à 48 ch à 3 500 tr/min. L'empattement plus long a permis des carrosseries pouvant accueillir un maximum de sept sièges. Parmi les carrossiers préférés de l'époque, il faut citer Castagna et Zagato qui ont été les plus souvent choisis. La vitesse maxi était de 90 km/h.

## Les différents modèles Alfa RM
- "Normale" (1923-24) : 1 944 cm3 - 40 ch - 131 exemplaires
- "Sport" (1924-25) : 1 944 cm3 - 44 ch - 129 exemplaires
- "Unificato" (1925-26) : 1 996 cm3 - 48 ch - 278 exemplaires

## Chiffres de production Alfa Romeo RM
| Année                   | 1923 | 1924 | 1925 | 1926 | total |
| ----------------------- | ---- | ---- | ---- | ---- | ----- |
| Alfa Romeo RM Normale   | 4    | 71   | 56   | 0    | 131   |
| Alfa Romeo RM Sport     | 0    | 76   | 53   | 0    | 129   |
| Alfa Romeo RM Unificato | 0    | 0    | 105  | 173  | 278   |
| total                   | 4    | 147  | 214  | 173  | 538   |

Les numéros de châssis des  Normale  et  Sport  ont été pré-attribués de 12001 à 12265, tout comme les numéros de bloc moteur. Les numéros de châssis de l’  Unificato  ont été pré-attribués de 13001 à 13278, tout comme les numéros de bloc moteur.

## Alfa Romeo half track
L'Alfa Romeo RM Half Track sera une version très rare fabriquée durant les années 1923/25. Elle disposait du même moteur 4 cylindres modifié afin de pouvoir fonctionner à carter sec.